# Bimbo's en Boerka's, tegenstellingen in multicultureel Nederland
Bimbo's en Boerka's, tegenstellingen in multicultureel Nederland, meestal afgekort tot: Bimbo's en Boerka's, was een eenmalig Nederlands televisieprogramma van de NPS, dat gepresenteerd werd door Jeroen Pauw. In de titel slaat bimbo op doorgeslagen vrijheid en boerka op ingeperkte vrijheid.
Tijdens deze speciale thema-uitzending werden diverse discussies gevoerd waarbij Nederlandse vrijheden werden bekeken vanuit een autochtoon en allochtoon perspectief. Het publiek speelde een actieve rol en kon stemmen over de stellingen en thema's:
- Zijn we te ver doorgeschoten, zijn we te losbandig?
- Hoe staat het met de vrije seksuele moraal in Nederland?
- Homoseksualiteit
- Vrijheid van meningsuiting

Tijdens de uitzending ging Suhayb Salam, de man die samen met zijn vader een moskee in Tilburg runt, voor een korte tijd weg uit de studio omdat hij niet naar een andere gast in minirok wilde kijken. Hij zei letterlijk:
"Het is de bedoeling dat ik, zeg maar, [...] zulke zaken niet zie en dat heb ik net al uitgelegd: vanuit mijn godsdienst. Maar aan de andere kant omdat ik vind dat [...] hiermee de emancipatie wordt misbruikt. Ik ben zelf, kan ik zeggen, als dat mag of als dat kan, geëmancipeerd, dus ik kan de keuze maken of ik dat wel of niet wil zien. Maar ik vind dat dit onderwerp, een minirok, niets te maken heeft met emancipatie of geen emancipatie [...]."
Na enige tijd afwezig te zijn geweest kwam Suhayb Salam terug in de studio en nam verder deel aan de discussie.
Andere gasten waren Antoine Bodar, Yvette Lont en Gert Hekma. Een ander onderdeel uit het programma was een discussie tussen De Meiden van Halal en Hans Teeuwen over de vrijheid van meningsuiting, naar aanleiding van Teeuwens toespraak in 2007 bij de onthulling van een monument ter ere van de in 2004 vermoorde filmregisseur Theo van Gogh. Van Gogh was vermoord door de fundamentalistische moslim Mohammed Bouyeri, die de veronderstelde beledigingen van de islam door Van Gogh wilde wreken. Teeuwen was bevriend met Van Gogh en droeg daarom tijdens zijn toespraak een gedicht voor waarbij hij alle godsdiensten belachelijk maakte, pleitte voor "het vrije woord" en beweerde dat hij als straf "zich zou laten pijpen door de meiden van Halal." In het programma hield Teeuwen tussen alle grappen door een krachtig pleidooi voor vrije meningsuiting. Het interview werd, samen met de Grote Donorshow van BNN, in een uitzending van de VARA verkozen tot TV-moment van het jaar 2007.